# Jakub Gieysztor

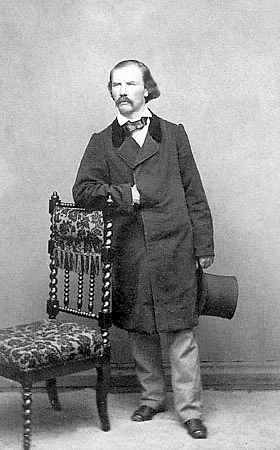

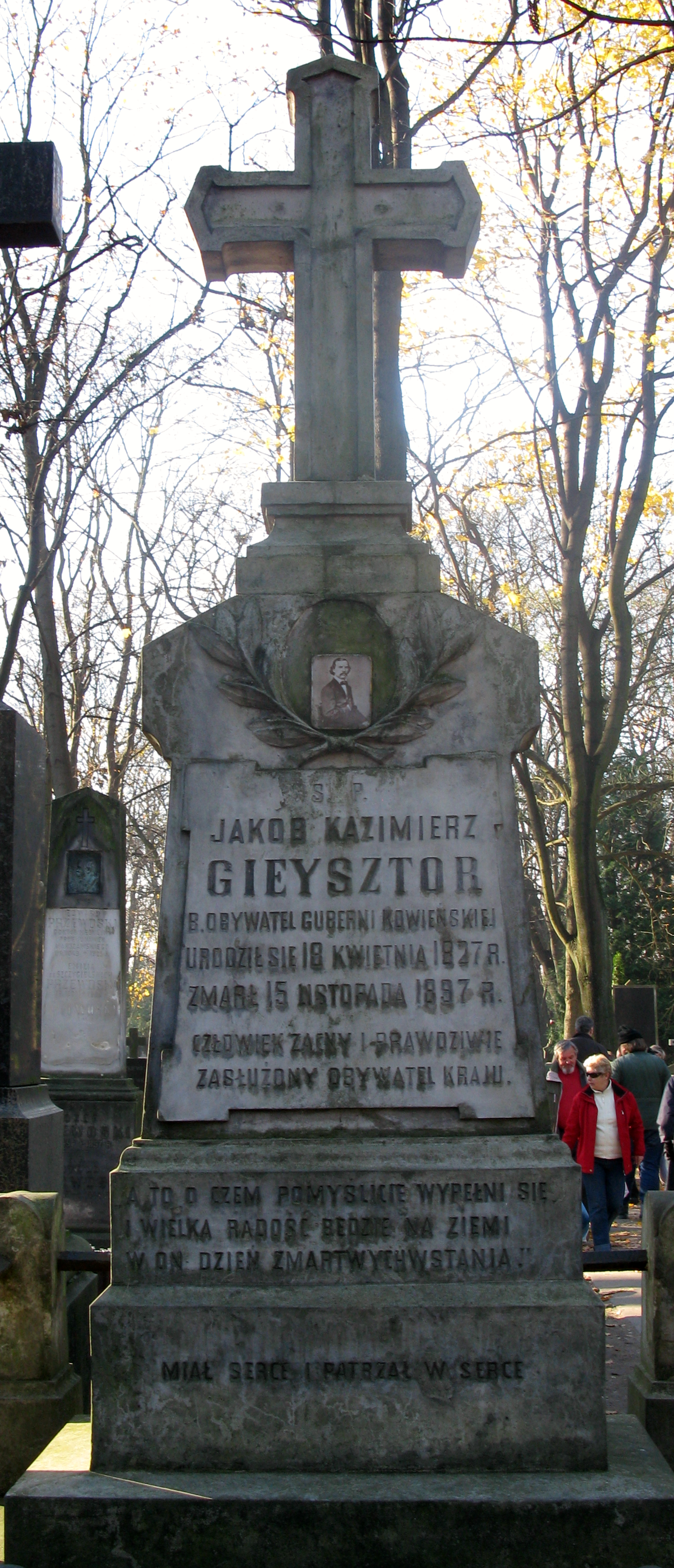
Nagrobek na cmentarzu Powązkowskim

Jakub Wilhelm Kasper Gieysztor (ur. 18 kwietnia 1827 w Medekszach w powiecie kowieńskim, zm. 15 listopada 1897 w Warszawie) – polski księgarz, publicysta, pamiętnikarz, uczestnik powstania styczniowego.

## Życiorys
Syn Stanisława, członka powstańczego komitetu kowieńskiego w 1831 roku i Leokadii z Zawiszów. W 1844 roku ukończył ze srebrnym medalem Instytut Szlachecki w Wilnie i rozpoczął studia na Wydziale Prawnym Uniwersytetu Petersburskiego, gdzie zetknął się ze środowiskiem Zygmunta Sierakowskiego. W 1848 roku, w przededniu egzaminów końcowych, powrócił do kraju, by powstrzymać działania powstańcze młodzieży, m.in. tzw. spisek braci Dalewskich. Osiadł na roli w majątku Ignacogród, gdzie zajął się gospodarowaniem. Założył pierwszą czytelnię i pierwszy przeprowadził oczynszowanie chłopów w Kiejdańskiem. W 1858, podczas przygotowań reformy włościańskiej, napisał swą pierwszą pracę publicystyczną: Głos szlachcica do swych współbraci o wolności i równości kmiecej. W 1861 roku utworzył organizację obywatelską zbliżoną do stronnictwa białych.
Po wybuchu powstania został prezesem Wydziału Zarządzającego Prowincjami Litwy. 31 lipca 1863 roku, wskutek denuncjacji marszałka gubernialnego wileńskiego Aleksandra Domeyki, został aresztowany. W 1865 r. skazany na 12 lat ciężkich robót w Usolu, po trzech latach przeniesiony do Irkucka, gdzie handlował obuwiem. W 1872 roku zezwolono mu na powrót do kraju. Zamieszkał w Suwałkach, potem w Warszawie. W latach 1880–1882 był radcą w Dyrekcji Głównej Towarzystwa Kredytowego Ziemskiego. W 1882 otworzył księgarnię antykwarską, której zasoby zasiliły bibliotekę Branickich.
Był autorem obszernych Pamiętników, stanowiących cenne źródło do historii lat 1857–1865.
Pochowano go na cmentarzu Powązkowskim w Warszawie (kwatera 72-3-1).